# Берсак
Берсак (фр. Bersac) насеље је и општина у Француској у региону Прованса-Алпи-Азурна обала, у департману Горњи Алпи која припада префектури Гап.
По подацима из 2011. године у општини је живело 152 становника, а густина насељености је износила 18,95 становника/km². Општина се простире на површини од 8,02 km². Налази се на средњој надморској висини од 700 метара (максималној 1.299 m, а минималној 636 m).

## Демографија
| 1962. | 1968. | 1975. | 1982. | 1990. | 1999. | 2004. | 2011. |
| ----- | ----- | ----- | ----- | ----- | ----- | ----- | ----- |
| 99    | 112   | 102   | 118   | 97    | 134   | 154   | 152   |

График промене броја становника у току последњих година